# 1591
1591 (MDXCI) var ett normalår som började en tisdag i den gregorianska kalendern och ett normalår som började en fredag i den julianska kalendern.

## Händelser

### Oktober
- 29 oktober – Sedan Gregorius XIV har avlidit tre dagar tidigare väljs Giovanni Antonio Facchinetti de Nuce till påve och tar namnet Innocentius IX. Han avlider dock efter två månader på posten.

### Okänt datum
- Durtnellfamiljen från Brasted i Kent, England, börjar sin verksamhet som byggentreprenörer, och blir fortfarande verksam under sin 12:e generation under 2000-talet.[1]

## Födda
- 8 februari – Guercino, italiensk konstnär, målare.
- 15 mars – Alexandre de Rhodes, fransk jesuit och missionär.
- 26 maj – Olimpia Maidalchini, italiensk politiker.
- 24 augusti – Robert Herrick, engelsk författare, (döpt detta datum).

## Avlidna
- 1 januari – Andreas Laurentii Björnram, svensk ärkebiskop sedan 1583.
- 21 juni – Aloysius Gonzaga, italienskt helgon.
- 2 juli – Vincenzo Galilei, italiensk (florentinsk) kompositör, musikteoretiker och musiker.
- 21 juli – Veronica Franco, italiensk poet.
- 25 september – Kristian I, kurfurste av Sachsen.
- 16 oktober – Gregorius XIV, född Niccolò Sfondrati, påve sedan 1590.
- 14 december – Johannes av Korset, spansk mystiker och helgon.
- 30 december – Innocentius IX, född Giovanni Antonio Facchinetti de Nuce, påve sedan 29 oktober detta år.

### Fotnoter
1. ↑  ”R. Durtnell & Sons Ltd - the UK's oldest builder”. Durtnell. Arkiverad från originalet den 9 augusti 2010. https://web.archive.org/web/20100809020532/http://www.durtnell.co.uk/index.html. Läst 5 november 2010.